# Chiesa di San Salvatore (Campi)

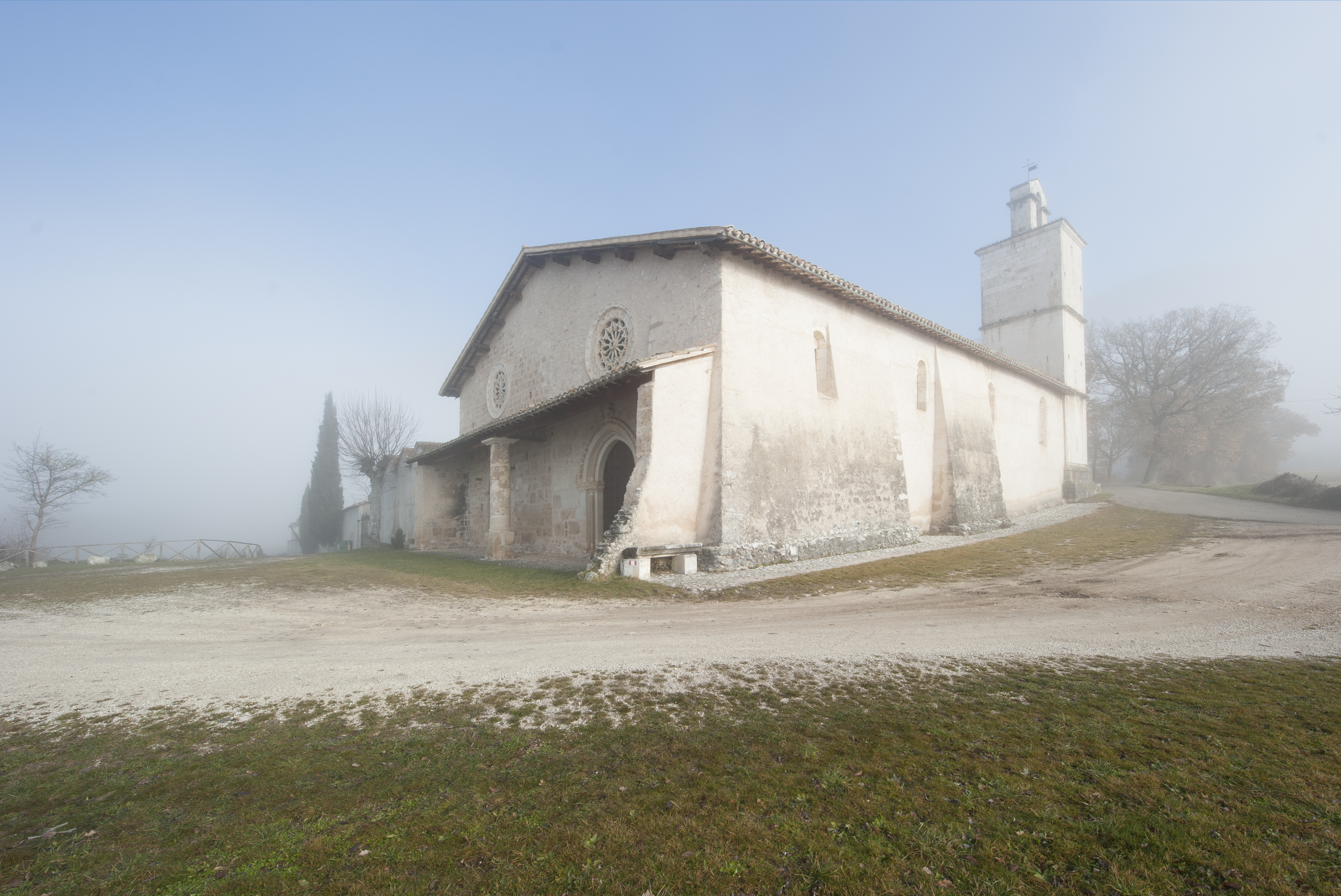
Chiesa di San Salvatore

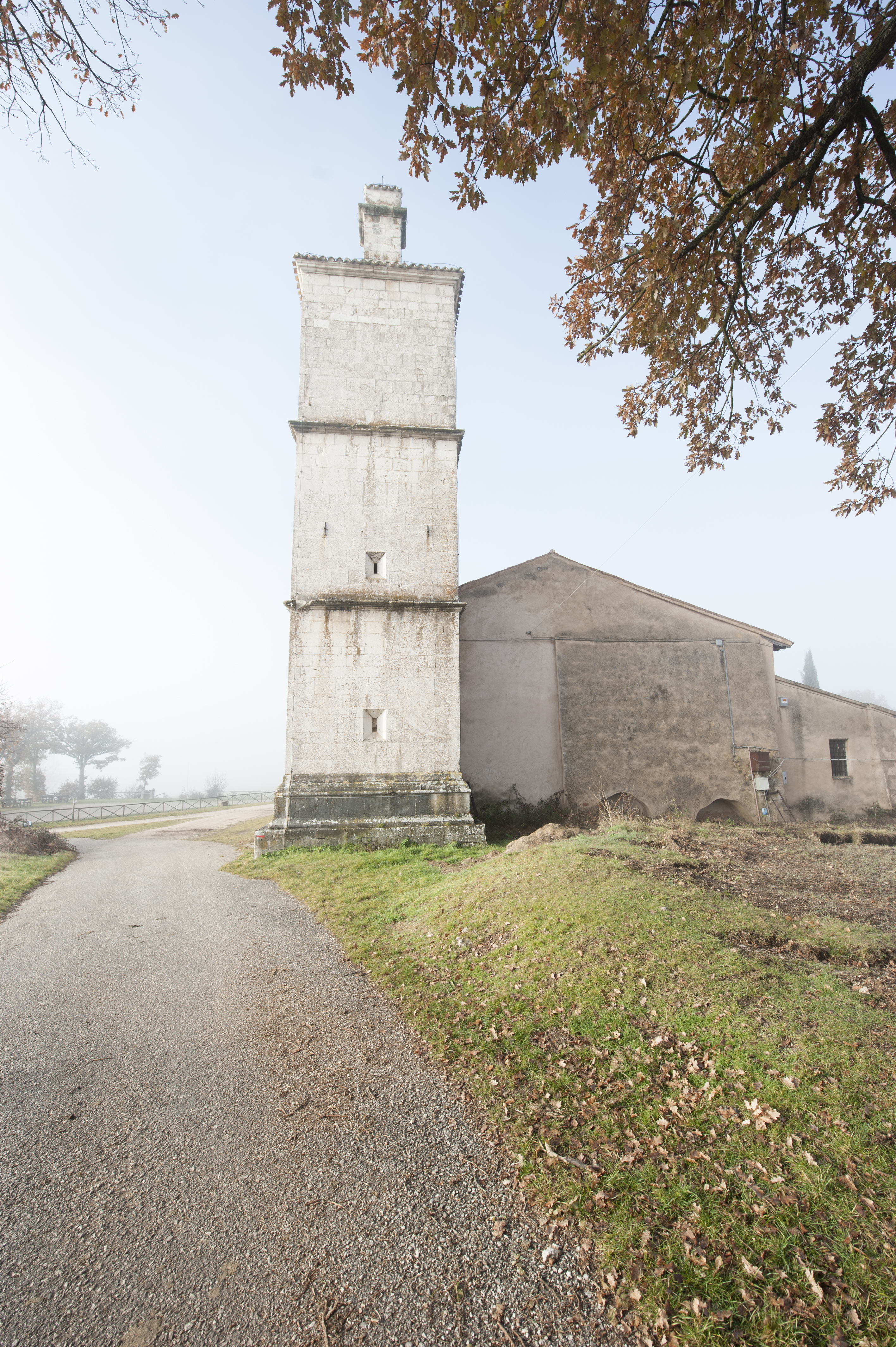
Campanile

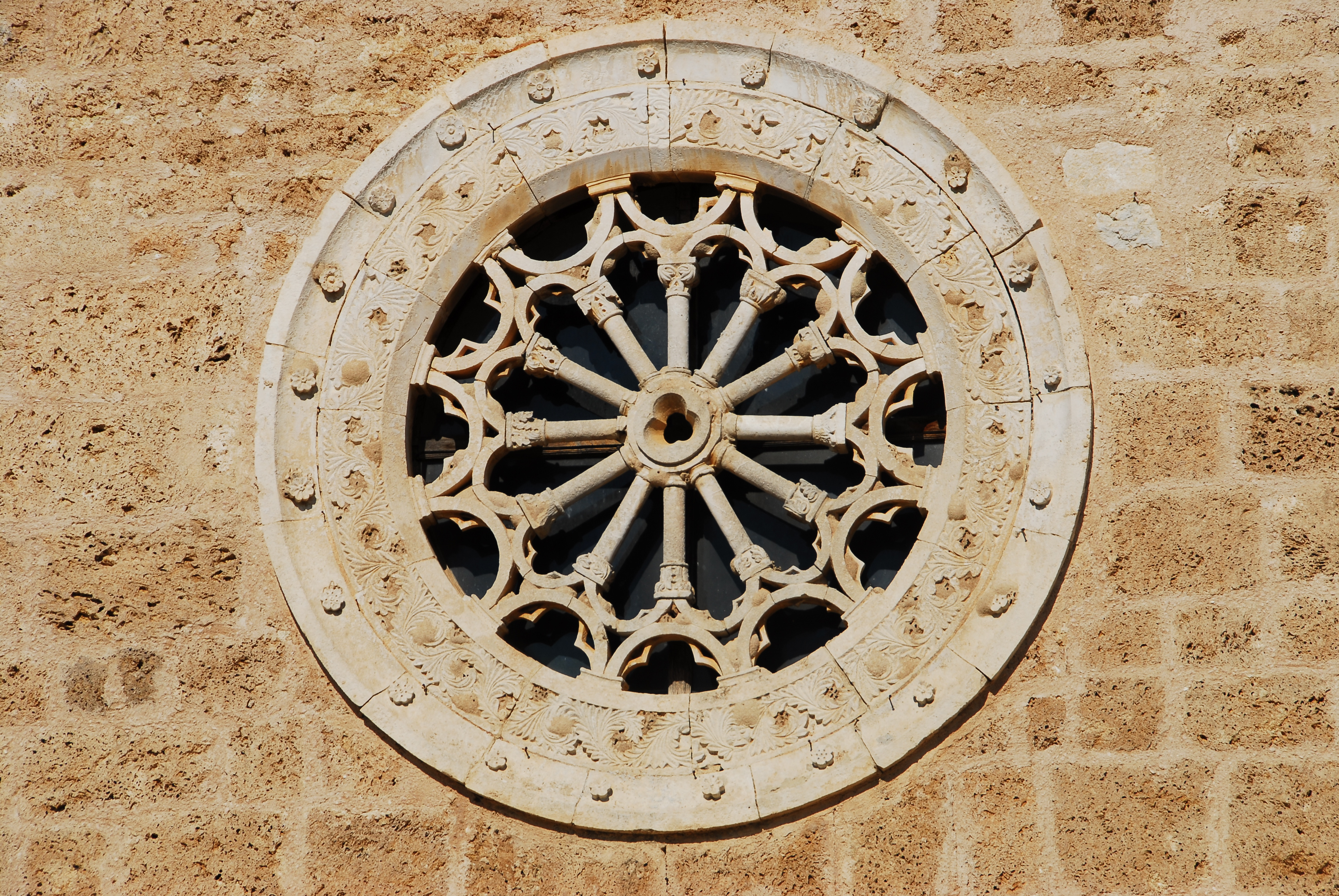
Rosone di sinistra

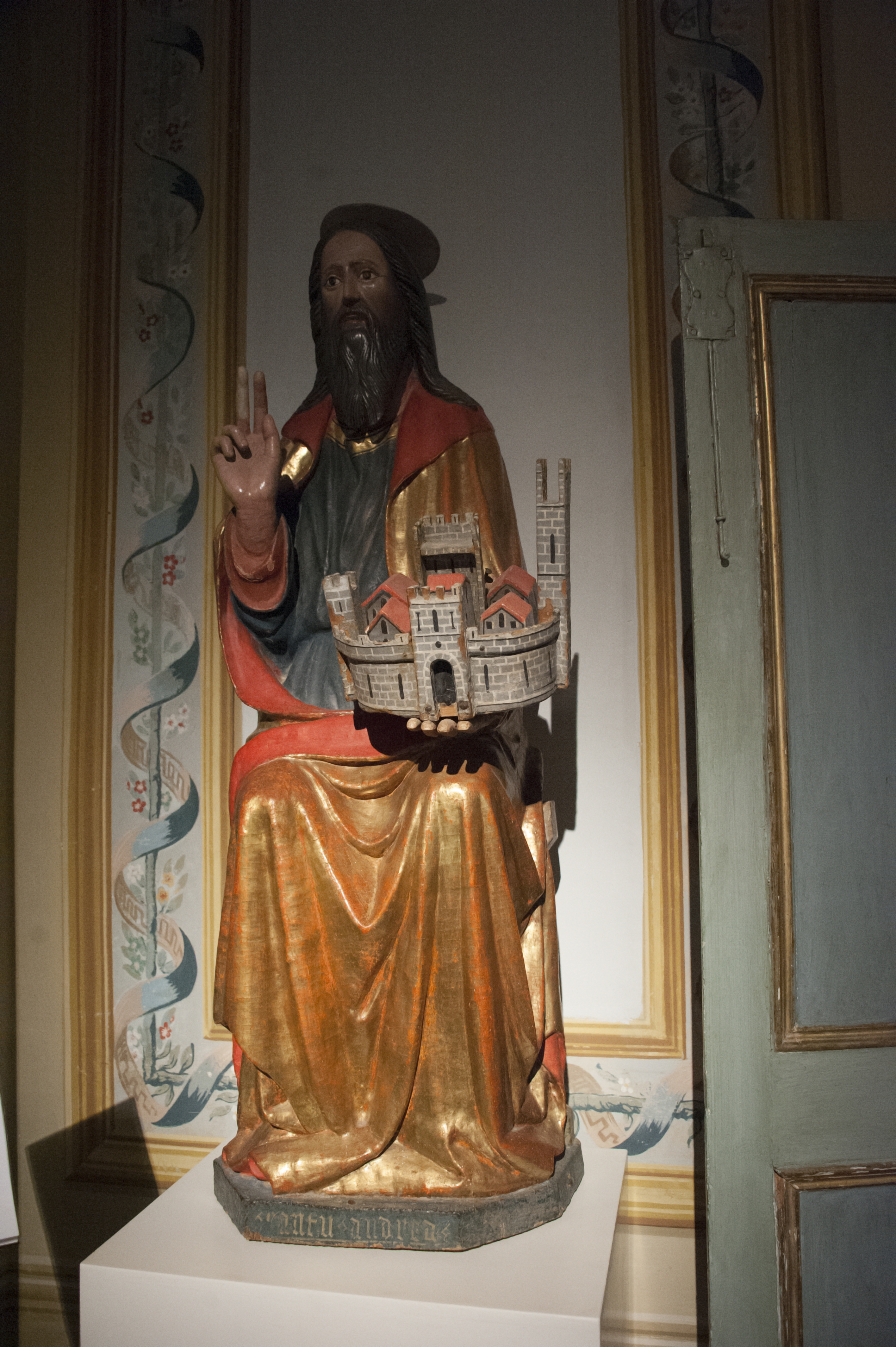
Sant'Andrea con in mano il modellino di Campi

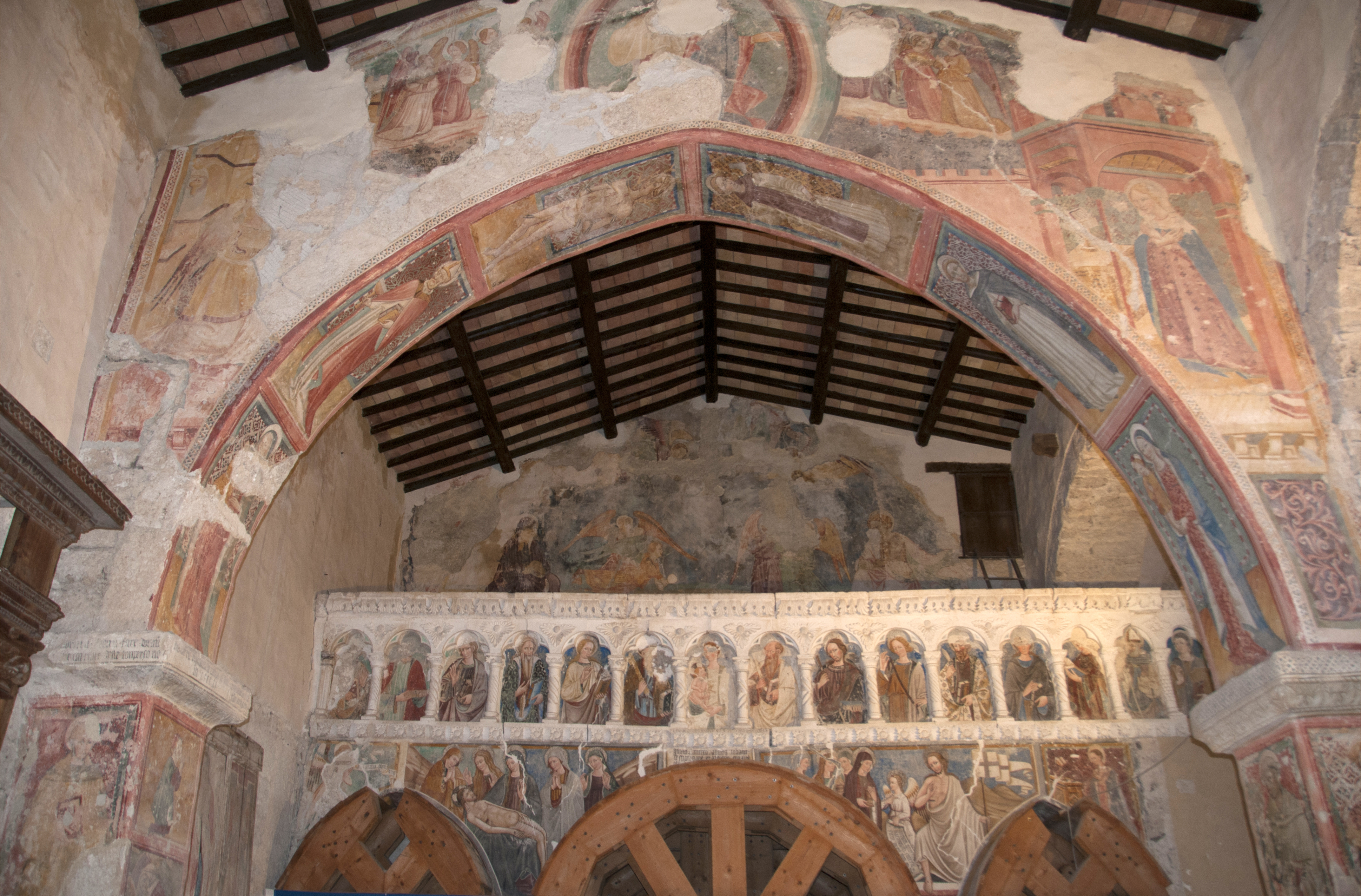
Arco Trionfale

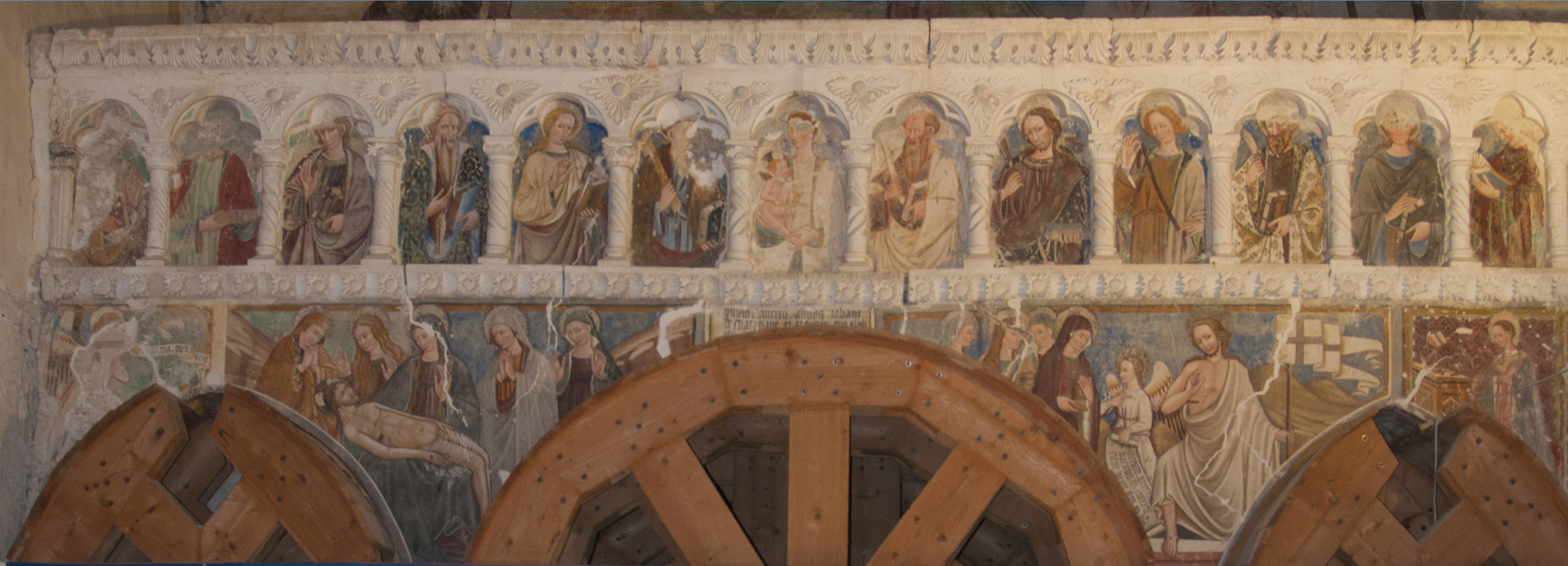
Iconostasi. Dettaglio

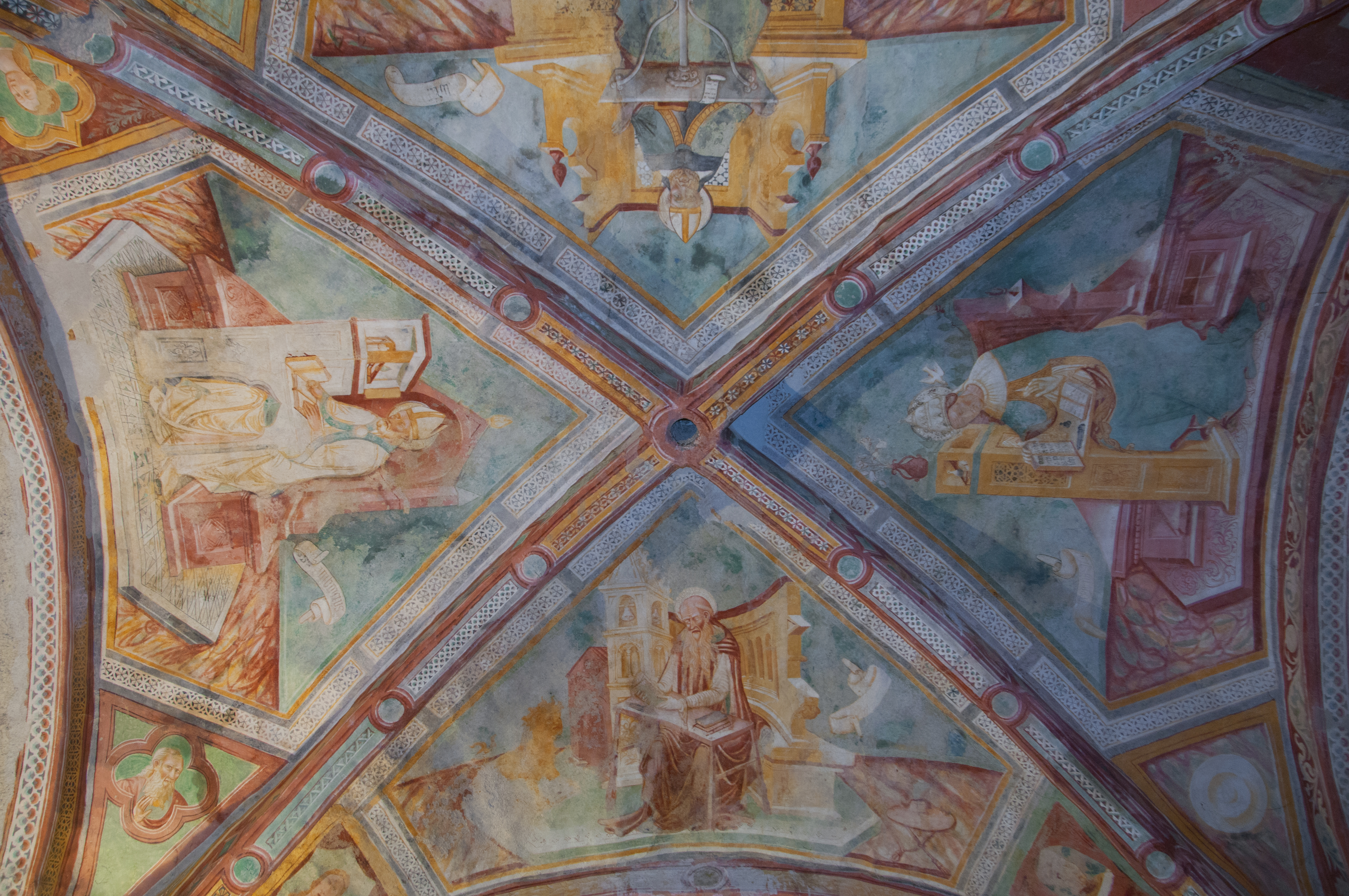
Antonio Sparapane Dottori della Chiesa

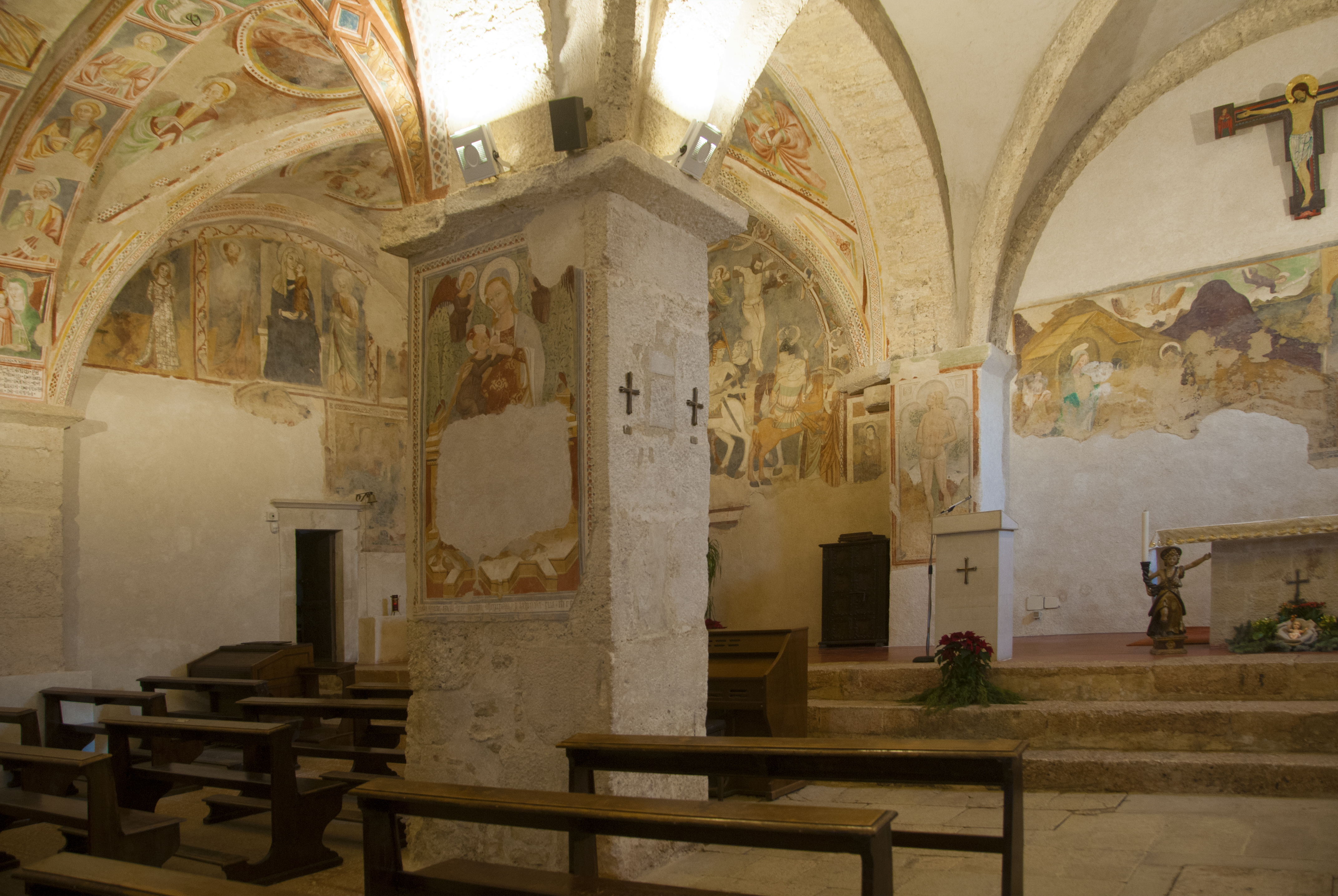
Interno

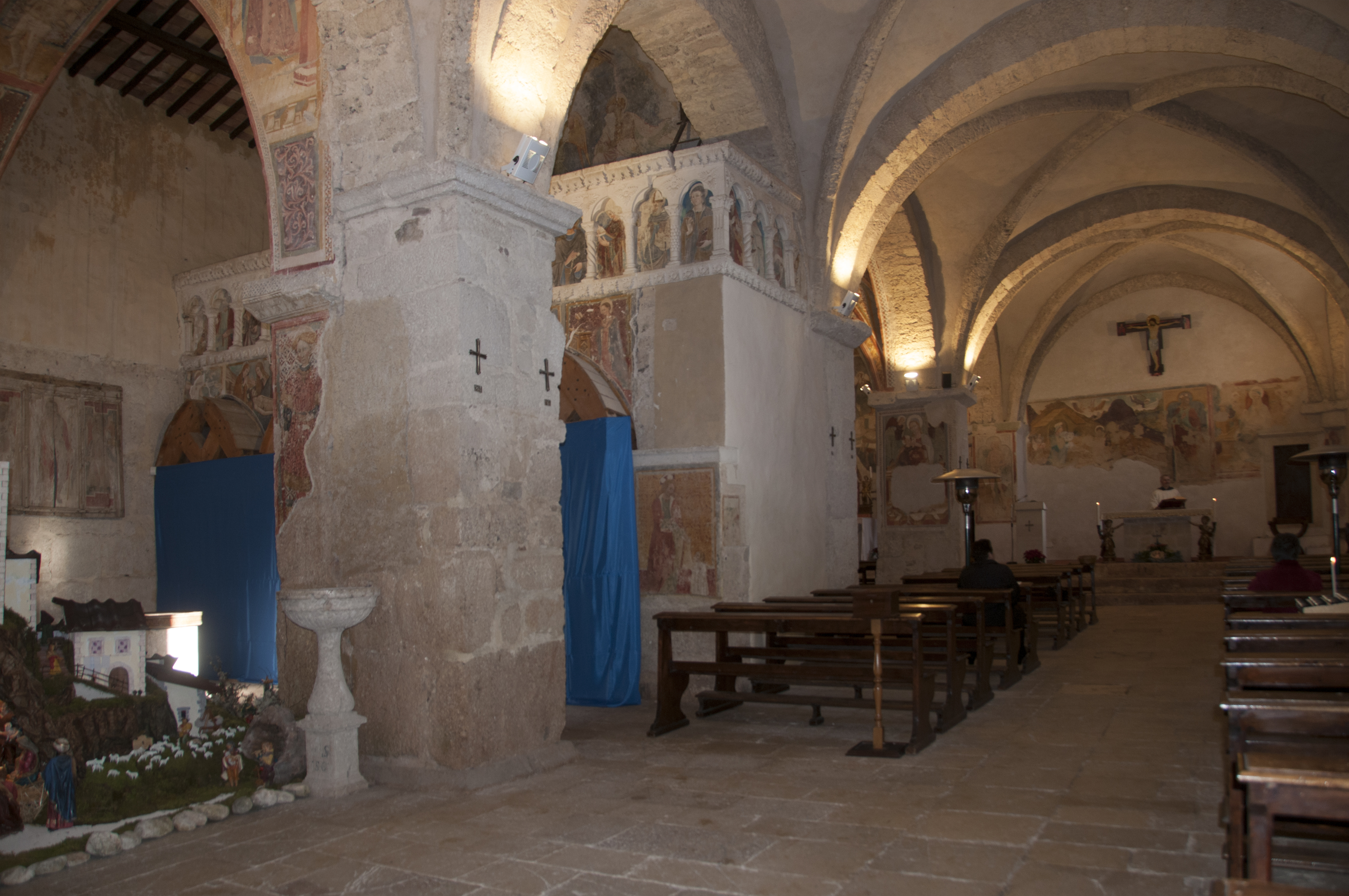
Interno

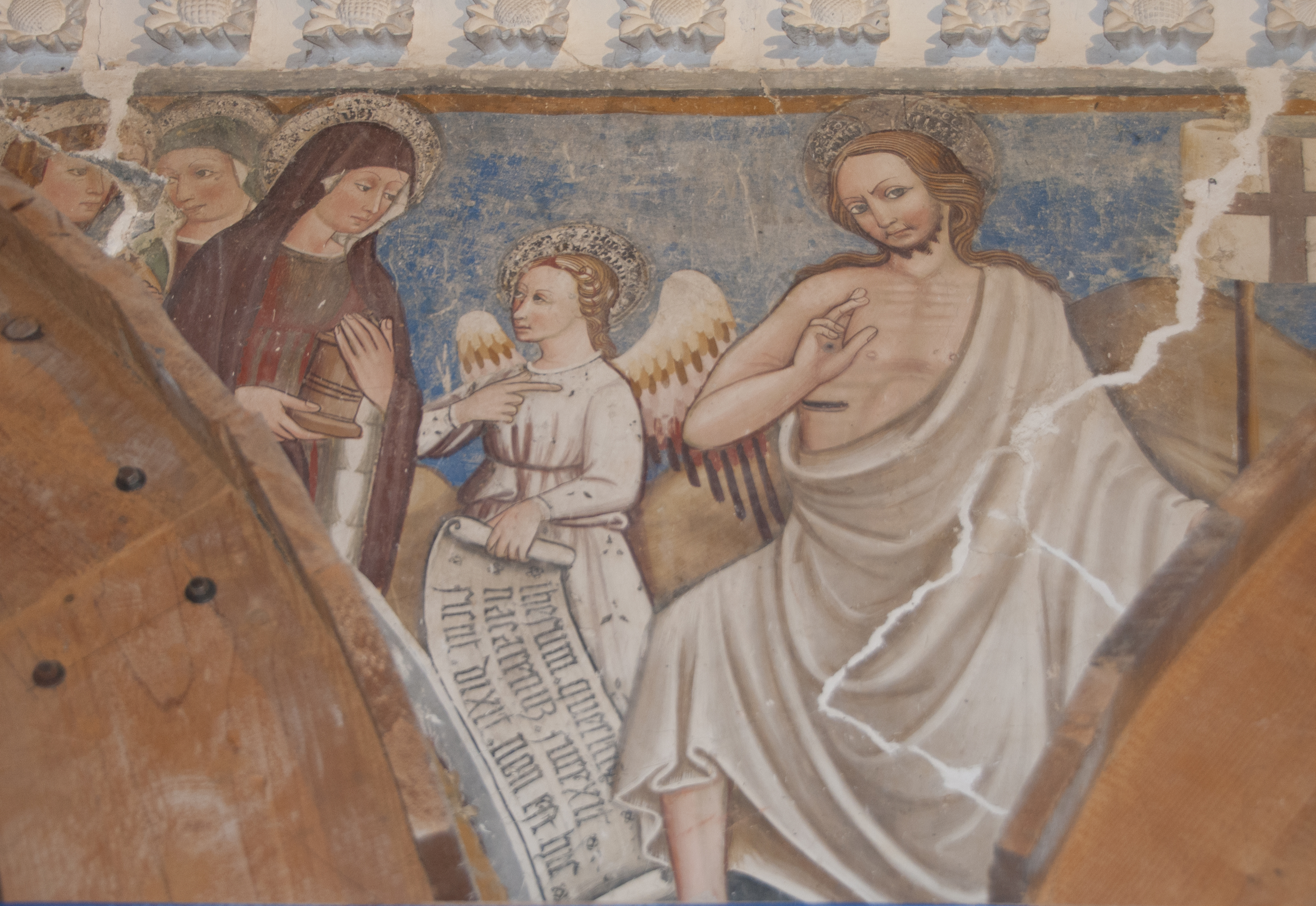
Sparapane. La Resurrezione

La chiesa di San Salvatore, anticamente detta pieve di Santa Maria, si trova a Campi frazione di Norcia, addossata al cimitero del paese, nei pressi della sorgente del torrente Campiano. È crollata completamente durante i terremoti del 26 e 30 ottobre 2016. Attualmente (gennaio 2017) sul posto si possono vedere una porzione del muro perimetrale destro messo in sicurezza e un cumulo di macerie coperte da un telone nero a protezione dalle intemperie di antichissimi affreschi, in gran parte sbriciolati. 
Con i suoi numerosi rifacimenti e le bellezze delle opere d'arte che custodiva, è stata testimonianza di un millennio di fede e di storia.

## Storia
Numerosi frammenti fittili, architettonici ed epigrafici, in gran parte catalogati da Theodor Mommsen nel IX volume del CIL, furono ritrovati nell'ampia Valle Castoriana, ricordata anche da Gregorio Magno nei suoi Dialoghi. Una civitas sabina, poi romana e altomedievale, distrutta dai barbari, ma un tempo ricca e fiorente, si era insediata nei pressi di un importante crocevia, la via Nursina che da Spoleto arrivava a Norcia, congiungeva Visso e, dopo aver attraversato la Forca di Ancarano, discendeva verso la costa adriatica.
In uno slargo lungo questa importante via di comunicazione venne costruita la pieve romanica, grande appena un quarto della chiesa arrivata fino a noi. Prese il posto di un edificio romano preesistente, un tempietto pagano che, all'avvento del cristianesimo, fu dedicato a Santa Maria. Prima del crollo l'età romana era segnalata da interi blocchi romani, presenti su tutta la parete esterna sinistra, e da sarcofagi, piccoli frontoni ed epigrafi di spoglio ritrovati dinanzi alla chiesa in occasione del restauro del 1969. 
Fino al 1493 fu amministrata dai monaci benedettini che già nel 1115 ne documentarono l'esistenza citandola tra le dipendenze della vicina abbazia di Sant'Eutizio di Preci, come "Plebs S. Marie de Cample cum earum pertinentiis et decimis et aliis pertinentiis" e come "Plebania S. M. de Camplo". Da essa dipendevano le chiese di Santa Lucia, di San Leonardo e di Sant'Andrea di Campi. I monaci ne curarono la completa decorazione resa possibile dalle elemosine dei fedeli che si erano tassati per rendere più bella la loro pieve.
Una prima ricostruzione avvenne al principio del XIV secolo, dopo il terremoto del 1328: fu allungata l'unica navata con tetto a capanna; in fondo fu elevato il presbiterio; la facciata venne arricchita di un nuovo portale ad arco ogivale ornato con l'agnello crucigero dell'ordine di San Benedetto. 
Conseguentemente all'aumento della popolazione, alla fine del XV secolo, ci fu un ulteriore ingrandimento: l'antica pieve venne raccordata con un'altra aula eretta sulla destra in posizione simmetrica. Fu di questo periodo la dedicazione a San Salvatore e la trasformazione in chiesa "extra moenia" del Castello di Campi, dopo che dai benedettini venne ceduta alla Comunità di "Campli" e assoggetta alla parrocchia di Sant'Andrea del Castello nel 1493. 
Da allora più volte venne danneggiata da altri terremoti e più volte ristrutturata o rabberciata.
Il vescovo di Spoleto Carlo Giacinto Lascaris, appassionato storico e archivista, arrivò in Valnerina nell'ottobre del 1712 e dettò ai propri segretari un minuzioso diario della visita: un cenno alla chiesa, alle sue antichissime origini e alle controversie fra i benedettini e la comunità di Campi, si trova nel Tomo I° de la Sacra Visita del 1712.
Giuseppe Sordini vi giunse nell'ottobre 1908; all'interno scoprì una vera e propria galleria d'arte di cui fece un'appassionata descrizione in  Gli Sparapane da Norcia. Nuovi dipinti e nuovi documenti (PDF), in Bollettino d'Arte del Ministero della Pubblica Istruzione, 1910,  pp. 19-25.
Sul secondo altare a destra, negli anni trenta c'era una scultura lignea rappresentante Sant'Andrea seduto (alto m. 1,40), con la mano destra alzata per benedire, e nell'altra il modello di Campi. In data imprecisata venne spostata nella casa parrocchiale, a protezione dai numerosi furti che avvenivano in zona, e successivamente al Museo diocesano di Spoleto, dove si trova tuttora.

## Descrizione

### Esterno
Entrambe le aule condividevano un unico prospetto, un'unica copertura a due lunghi spioventi e cinque massicci pilastri centrali quadrangolari, ricavati dall'antico muro perimetrale destro. Sul portale destro era visibile l'incisione 1491, probabilmente l'anno di completamento dei lavori. 
L'edificio era costruito interamente in pietre squadrate; la facciata era simmetrica con due rosoni a trafori e due portali a sesto acuto ricchi di intagli; uno stretto portico medievale li univa, sorretto da un'unica tozza colonna centrale a due ante. Il portale di destra, a due rincassi con colonnina a spirale, e il rosone corrispondente erano molto più ricchi di quelli di sinistra, lato che però vantava più accuratezza e omogeneità nella cortina muraria. Il muro di destra, scandito da quattro monofore a sguancio, presentava un andamento a scarpa che terminava con un'alta torre campanaria in pietre conce ben levigate, iniziata da maestri locali nel quattrocento, ma portata a termine da maestri lombardi intorno al 1538; era composta da tre ordini che si innalzavano da un basamento modanato, con cinque piccole finestre a strombo; era priva di cuspide, andata distrutta durante il terremoto del 1859. 

Dopo il sisma del 2016, del campanile resta solo il basamento. Anche il piccolo cimitero adiacente è stato pesantemente danneggiato.

### Interno
Internamente il pavimento di destra, datato 1528, era lastricato a schiazze, cioè con pietre locali rettangolari di varia misura e di diverse tonalità di colore. In alto: tetto a tegole a sinistra, volte a crociera e costoloni a destra. Il fonte battesimale di tipo a immersione, forse un'ara romana, era stato chiuso da un tondo intarsiato e intagliato, poi custodito nella casa parrocchiale fin dai primi anni settanta per proteggerlo dai furti. Le navate erano due spartite da cinque pilastri: quella di destra spoglia di qualsiasi decorazione, conservava sul pavimento inciso il progetto mai realizzato di una parte del campanile. Quella di sinistra era affrescata fin dietro l'altare e, circa a metà, era attraversata da un'iconostasi costruita nel 1463.

#### Iconostasi
Era composta da un arco trionfale a tre fornici poggiate su due colonnine tortili ottagonali con capitelli a foglia d’acanto; il prospetto comprendeva 18 archetti ciechi a tutto sesto, trilobati. I benedettini la fecero costruire nell'anno: "anno del Signore 1463, al tempo del santissimo, in Cristo padre nostro, Signore Pio Papa II", come riportava un'iscrizione in alto, e l'anno dopo la fecero decorare dagli stessi artisti che lavoravano a Visso e Norcia: Giovanni e Antonio Sparapane (pittori norcini, padre e figlio), come ricordava un'altra iscrizione in cima all'arco centrale; dipinsero l'Annunciazione, la Pietà, le donne al sepolcro e la Resurrezione; negli archetti gli Apostoli e la Madonna con Bambino; per la decorazione della parte inferiore vennero chiamati Nicola da Siena (firma e data sotto un frammento di Madonna in trono, a sinistra) e Domenico di Jacopo da Leonessa nel 1466; suoi erano gli affreschi della volticina di destra: Angeli recanti i simboli della Passione e Cristo della Messa di S. Gregorio, trafugato dopo il distacco, qualche decennio fa. Sul lato corto i SS. Gerolamo, Gregorio Papa e Agostino furono dipinti nel 1493 dopo l'aggiunta della seconda navata. 

L'iconostasi, grazie a una scaletta in pietra, consentiva l'accesso all'attico superiore che custodiva un grande Crocifisso ligneo ritenuto miracoloso. Dietro al crocifisso un vasto affresco datato 1446, riemerso dopo il terremoto del 1979, fungeva da sfondo, vi erano rappresentati la Madonna e San Giovanni evangelista con Angeli che raccolgono il sangue di Gesù nei calici e si squarciano le vesti dal dolore.
Era stata protetta da una centinatura in legno che non è bastata però a salvarla dal terremoto.

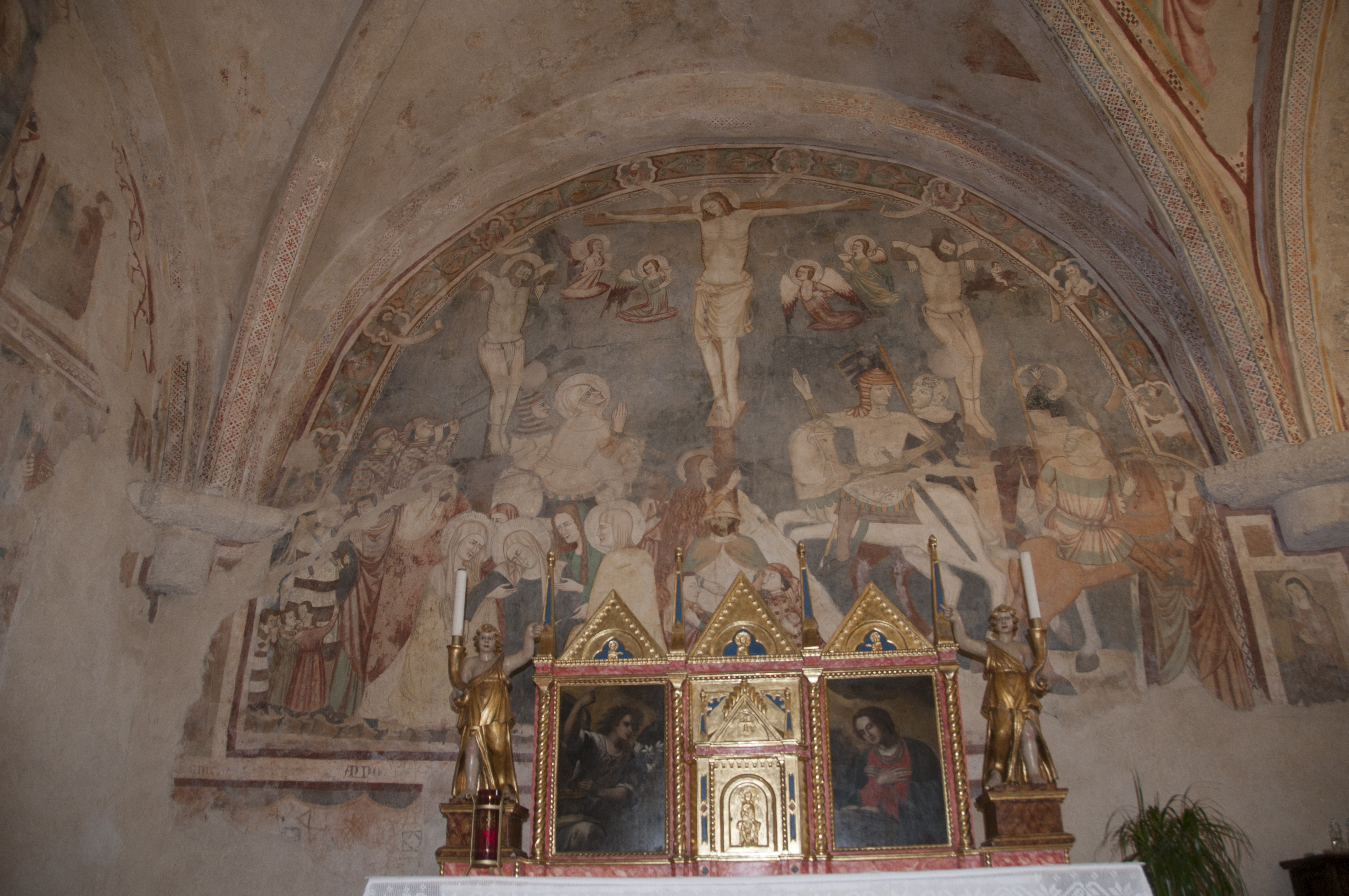
Crocefissione, affresco del presbiterio sinistro

#### Affreschi
- Crocifissione e Maria in Trono tra i Santi Pietro e Paolo. Immagini di fine del '300 dipinte da un pittore umbro di scuola spoletina. Erano nella parete di fondo del presbiterio sinistro e nella lunetta contigua. La Crocifissione in stile giottesco prendeva tutta la parete. La scena raffigurata era assai movimentata: a sinistra un piccolo gruppo composto da committenti e trombettieri, quindi alcune pie donne con Maria Addolorata; seguiva un gruppo di soldati, Longino aureolato a cavallo e altri cavalli irrequieti; al centro in basso la Maria Maddalena abbracciata alla Croce, sola nel suo dolore. Diversi i due crocifissi laterali: da quello di destra usciva l'anima dannata in forma di bambino afferrato da un diavoletto; in quello di sinistra l'anima era accolta dagli angeli. Al centro in alto il volto pallido del Cristo morto. Ai lati i Benedettini fecero dipingere i loro fondatori Benedetto e Scolastica, patroni di Norcia. Nella cornice dell'arco, quattro Evangelisti e quattro Profeti maggiori rilevano nei filatteri gli episodi della passione.
- Ultima cena. Nel fornice della parete della terza crociera, sopra all'Apparizione di Gesù a Limbo, c'era una semplice Ultima Cena dipinta da Giovanni Sparapane; sulla tavola imbandita con focacce ripiene, zuppe e pane, si poteva riconoscere una tovaglia perugina, e in piedi sulla destra un servitore in costume medievale[17].
- Nicchione. Al suo interno affreschi di anonimo umbro del XVI secolo Madonna con Bambino in gloria tra san Giovanni Evangelista, san Pietro e angeli reggicorona, Adorazione del Bambino, Annunciazione, Incoronazione di Maria Vergine[18].
- Madonna in trono col Bambino dei primi del '400, sulla parete perimetrale trecentesca dell'edificio. Anche questo affresco, insolito per colorito e disegno, era stato riportato alla luce dopo il terremoto del 1979. Il bambino aveva in mano un uccellino e al collo un corallo. L'affresco è attribuito a Nicola d'Ulisse che lavorò alla decorazione della pieve insieme ai fratelli Sparapane. Dello stesso artista è la Discesa al Limbo, sebbene frammentaria.[19]
- I quattro dottori della Chiesa: Girolamo, Ambrogio, Agostino e Gregorio dipinti sulle volte della crociera da Antonio Sparapane.
- Frammento di Presepio risalente al XV secolo[20], sulla parete absidale di destra. Su questo tratto di muro, completamente affrescato, era stata aperta la porta del campanile.

Tutto ciò, una vera e propria antologia pittorica del territorio, rappresentativa del quattrocento nursino, è andata distrutta, sbriciolata.
Si è salvato un grande polittico che, messo al riparo dai frequenti furti presso la casa parrocchiale, fu poi trasferito al Museo Diocesano di Spoleto. Situato sopra l'altare di sinistra fino ai primi anni settanta, opera esclusiva di Antonio Sparapane, come da iscrizione dipinta in basso: antonius iohannis sparapane de Nursia pinsit, raffigura Vergine in trono con il Bambino nudo tra s. Andrea e il Battista, s. Caterina d’Alessandria e la Maddalena.

## Dopo il sisma dell'ottobre 2016
La chiesa, già seriamente danneggiata e dichiarata inagibile dopo il sisma del 24 agosto, è crollata in parte il 26 ottobre, e completamente il 30 ottobre. Dopo le prime scosse era stato avviato lo studio delle opere necessarie alla messa in sicurezza, ma non è stato concluso e attuato in tempo.
I primi di novembre sono stati ritrovati e messi in salvo nel deposito allestito a Spoleto il crocifisso ligneo e un affresco. Si tenterà il recupero dei frammenti degli affreschi e della iconostasi rimasta sotto le macerie. 

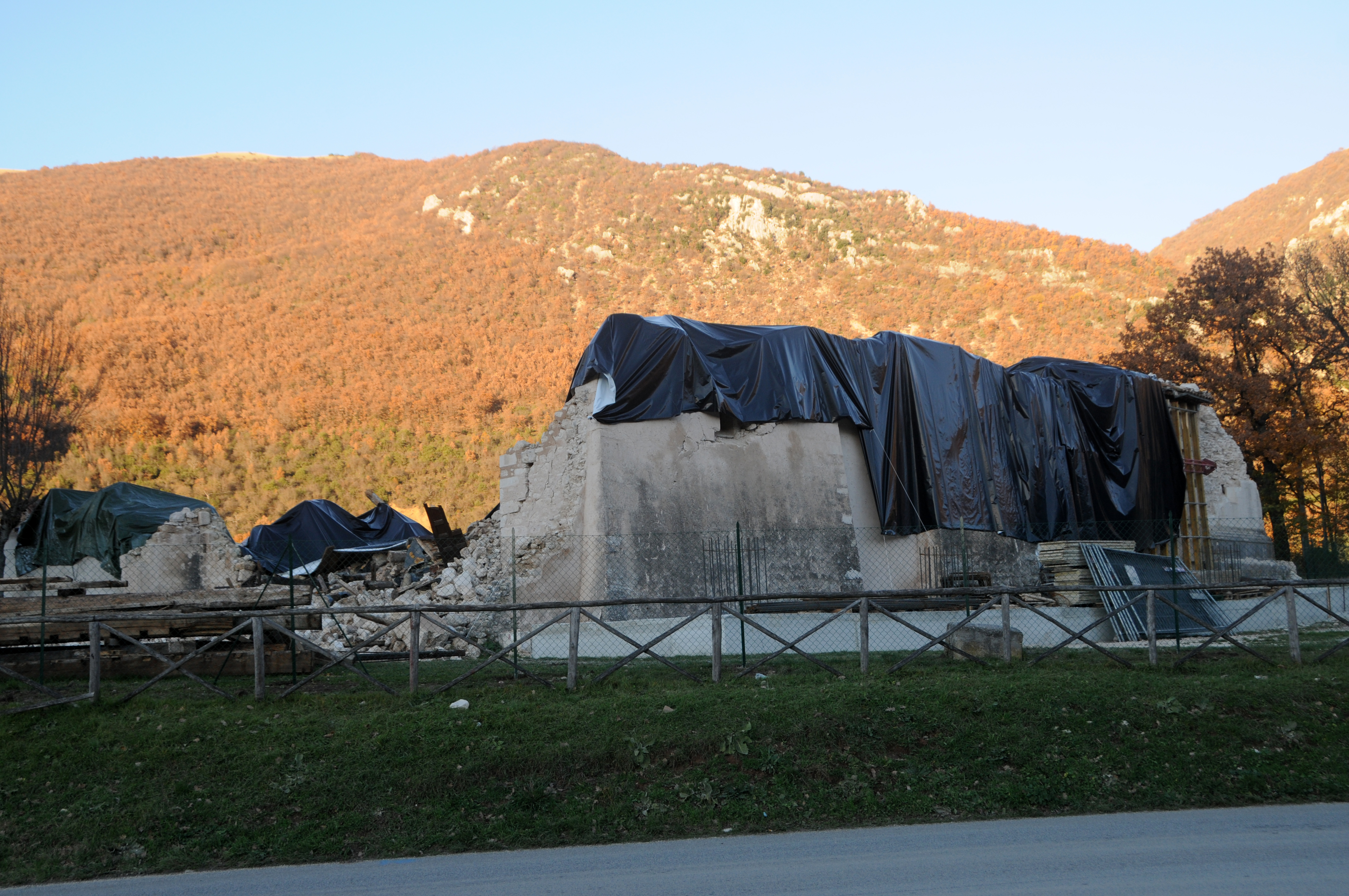
Novembre 2016.
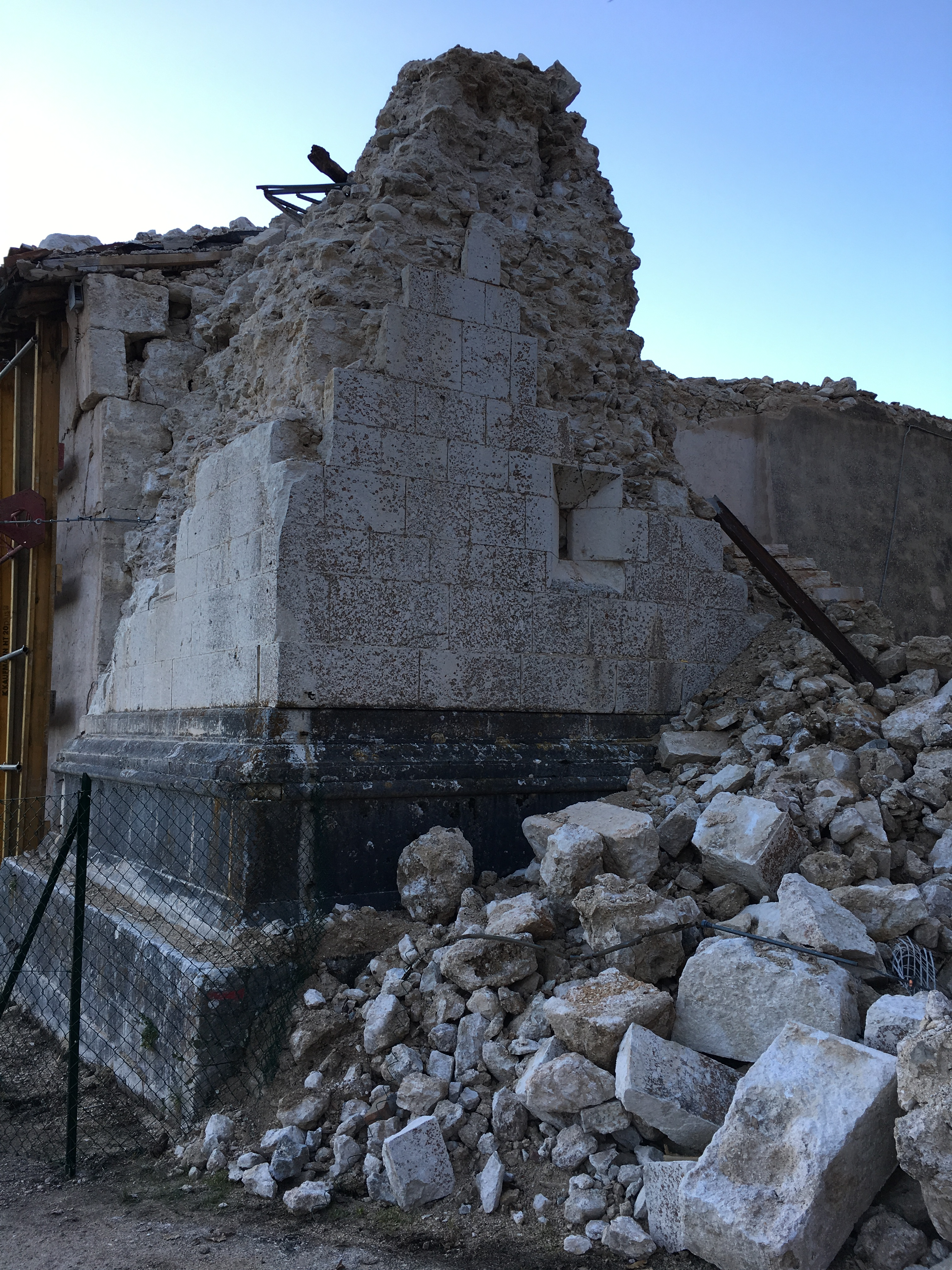
Quel che resta del campanile (novembre 2016).
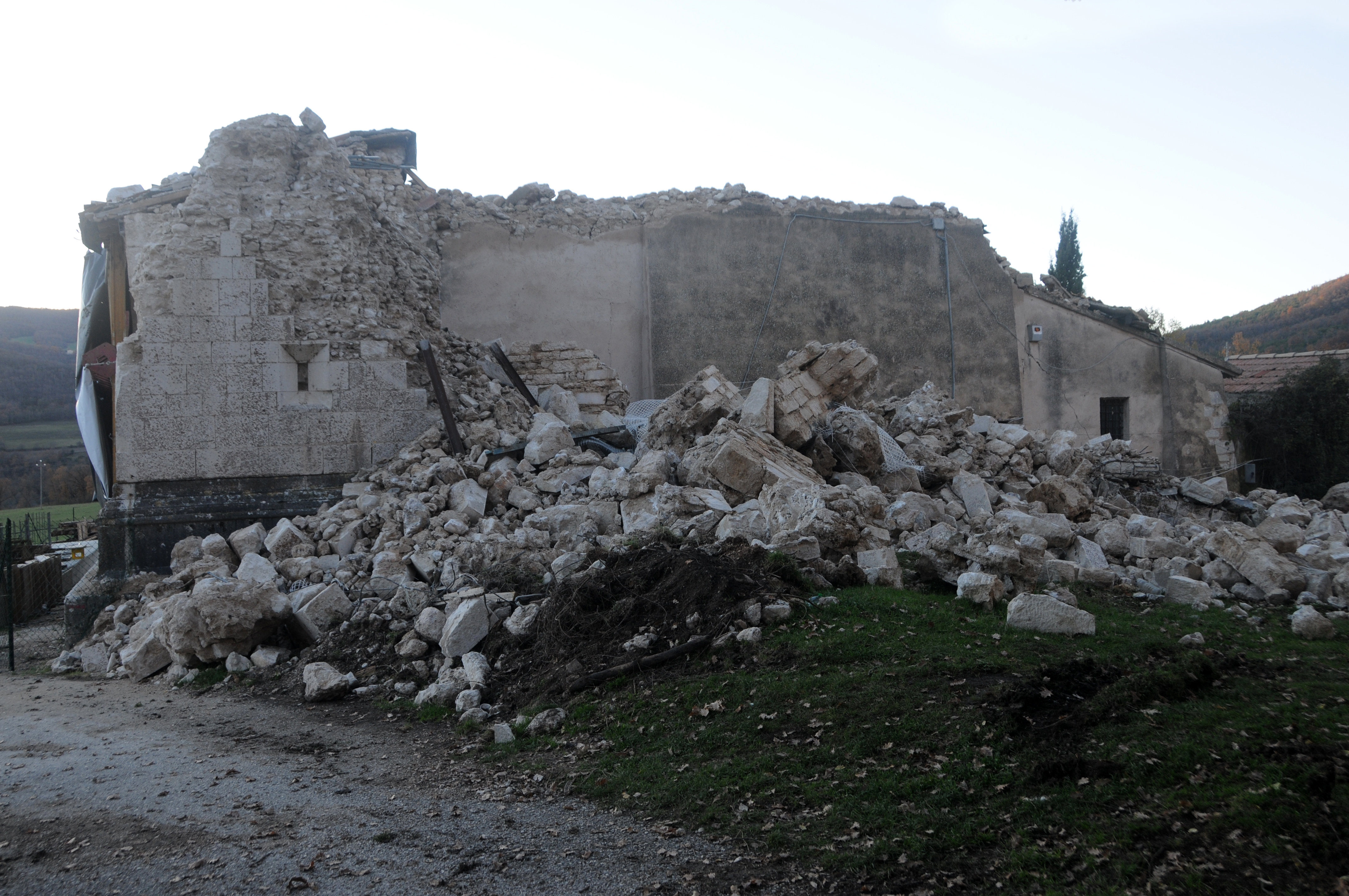
Vista dal retro.
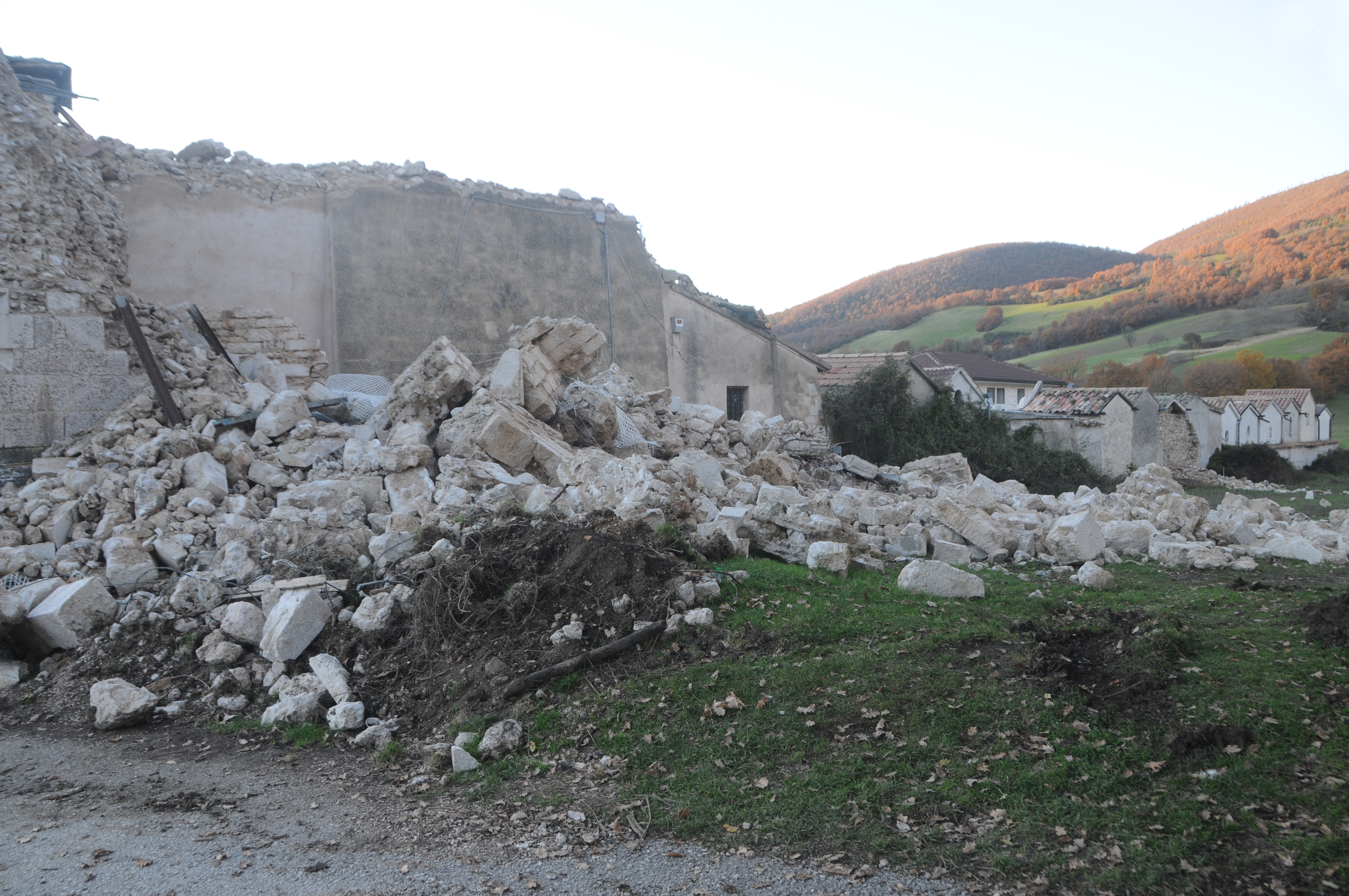
Vista dal retro. Sulla destra il piccolo cimitero.
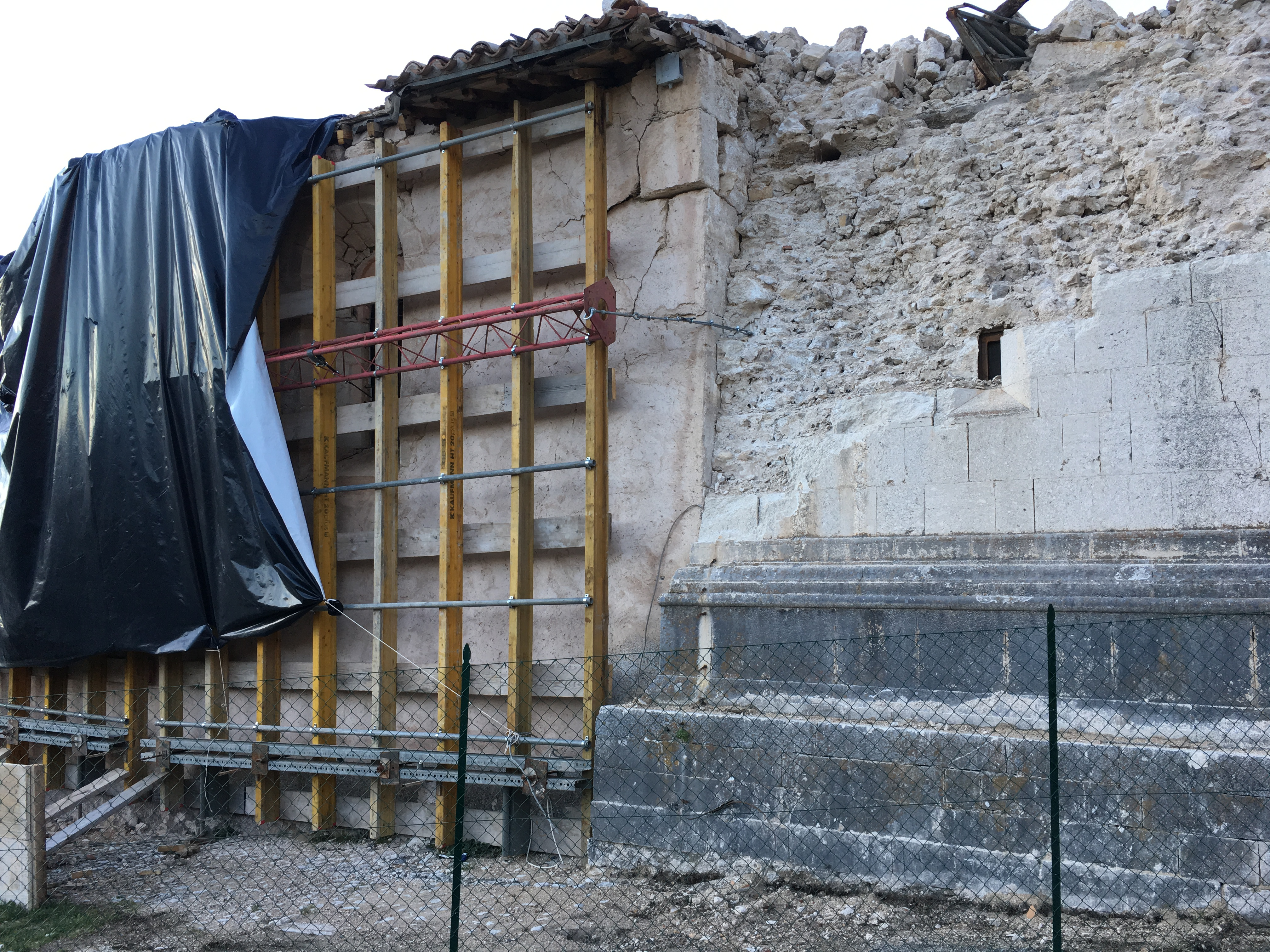
Lato destro messo in sicurezza. Si intravede una monofora.